# Dusona nigridens
Dusona nigridens là một loài tò vò trong họ Ichneumonidae.